# Glanskejsarfoting
Glanskejsarfoting (Allajulus nitidus) är en mångfotingart som först beskrevs av Karl Wilhelm Verhoeff 1891.  Glanskejsarfoting ingår i släktet Allajulus och familjen kejsardubbelfotingar. Arten är reproducerande i Sverige. Inga underarter finns listade i Catalogue of Life.